# Довгич, Виталий Андреевич
Виталий Андреевич До́вгич (укр. Віта́лій Андрі́йович До́вгич; род. 31 июля 1954 года, село Наливайковка Киевской области) — советский и украинский журналист, историк, теоретик и практик украинской журналистики, заведующий кафедрой прессы и издательской деятельности Укртелерадиопресинститута, с 2003 года — главный редактор журнала «Евроатлантика», эксперт Института евро-атлантического сотрудничества и Фонда «Демократические инициативы» имени Илька Кучерева. Член Национального союза журналистов Украины (с 1980 года), Международной федерации журналистов (с 1994 года).
Развивал украинскую версию псевдоисторической «арийской» идеи, близкую к славянскому неоязычеству. Главный редактор киевского неоязыческого журнала «Индо-Европа».

## Биография
Родился 31 июля 1954 года в селе Наливайковка, Киевская область.
Печатается с 1967 года. Окончил факультет журналистики Киевского государственного университета имени Тараса Шевченко (1971—1976). В 1982 году получил степень кандидата филологических наук в Московском государственном университете имени Михаила Ломоносова, тема диссертации — «Периодическая печать Киева буржуазно-демократического периода освободительного движения в России (1861—1895 гг.)». С 1993 года — доцент Киевского государственного университета.
Являясь сторонником идей прав человека и свободы слова, Довгич подвергся трём официально зафиксированным (кроме нескольких других) бандитским нападениям: в Одессе (2001), Ровно (2003), Киеве (2012). Ни злоумышленников, ни отобранного у него в Одессе ноутбука милиция не нашла.
Владеет французским, английским, польским языками.

### Журналистская деятельность
В 1976—1981 годах работал корреспондентом, заведующим отделом, заместителем редактора газеты «Новая жизнь» (Бровары, Киевская область). С 1980 года — международный обозреватель газеты «Молодёжь Украины».
С 1990 года — издатель и главный редактор журнала «Индо-Европа». В 1990—1999 годах работал внештатным собкором «Радио России» на Украине. В 1994—1995 годах также был главным редактором газеты «Русь Киевская». В 2003—2015 годах — главный редактор журнала «Евроатлантика». В 2012 году работал главным редактором газеты «УДАР. Киев».
Автор и ведущий 45-минутного телефильма «Трипольская спираль» (1993) и других видеопроизведений.
Автор и составитель (в соавторстве) первого в новейшей истории государства справочника «Неправительственная пресса Украины», в котором собраны данные о 220 самиздатовских СМИ (1991). Продюсер и рецензент энциклопедического справочника Н. Сухомозского и Н. Аврамчук «Украина в мире», стал лауреатом IX Всеукраинского рейтинга «Книга года 2007».
С января 2017 года — член экспертного совета Государственного комитета телевидения и радиовещания Украины по вопросам анализа и оценки издательской продукции по отнесению её к такой, которая не разрешена к распространению на территории Украины.

### Научная деятельность
С 1981 года работал ассистентом, старшим преподавателем (1988—1989), доцентом (1989—1994) кафедры истории журналистики и литературы, а впоследствии — кафедры партийной и советской печати факультета журналистики Киевского государственного университета имени Тараса Шевченко. Читал курсы: «История зарубежной публицистики и прессы», «Основы политологии», «История российской журналистики», «Политическая система и организация советского общества на современном этапе».
В 1988—1991 годах — декан факультета журналистики Киевского филиала Всесоюзного института повышения квалификации работников прессы. В 1996—1997 годах — декан факультета журналистики Международного института лингвистики и права. В 1997—1998 годах — декан департамента журналистики Национального университета «Киево-Могилянская академия».
В 1996 году проходил стажировку в Йельском университете (США, штат Коннектикут), а в 2015 году — стажировку в Фонде «Демократические инициативы» имени Илька Кучерива.
С 2010 года заведует кафедрой Украинского института повышения квалификации работников телевидения, радиовещания и прессы.
Автор более 40 научных публикаций.

## Идеи
В своих установочных статьях в журнале «Индо-Европа», Довгич писал, что Поднепровье было родиной «арийских» народов. Он отвергал великогерманские и великорусские претензии на «арийское» наследие и утверждал, что космические силы уготовили Днепровско-Карпатскому региону место одного из важнейших центров развития мировой цивилизации. По его мнению, здесь практически с неолита происходило становление украинского язычества.
Довгич доказывал «идею украинорусской автохтонности» по меньшей мере с трипольской эпохи. Он называл Украину колыбелью восточнославянских культур, особой цивилизацией, объединяющей Восток и Запад, православие и католицизм, язычество, восточные религии и христианство, «белую» и «жёлтую расы».
В 1995 году Довгич содействовал Борису Яценко, сотруднику историко-филологического отделения Ужгородского филиала Института проблем регистрации информации, в издании «Велесовой книги» в качестве специального выпуска журнала «Индо-Европа». В этом издании Довгич и Яценко утверждали, что украинцы происходят от древних «укров», в глубокой первобытности расселявшихся от Эльбы до Днепра и Дуная.
В 1995 году Довгич и ряд других авторов «Рукопись Войнича» (нерасшифрованный текст неизвестного происхождения), который они представили как аутентичный текст VII—VI веков до н. э., освещающий спор о языческой вере между древними украинцами и хазарами.
В своём редакционном вступлении к вышедшему в 1997 году изданию журнала «Индо-Европа» Довгич, опираясь на основанные на теориях циклизма и катастрофизма идеи археолога Николая Чмыхова, предупреждал о «космической катастрофе», которая, по утверждению Довгича, наступит в 2015 году. Он писал, что аналогичные катастрофы уже случались, но «жизнь на Украине — эпицентре Индо-Европы — не угасла». По его мнению, «наша родина», то есть «Пеласгия-Лелегия-Киммерия-Скифия-Антия-Русь-Украина», всякий раз восстанавливала свои силы, даже несмотря на ряд жестоких поражений. Одна такая катастрофа якобы имела место тысячу назад, когда местные боги и волхвы потерпели поражение от чужестранных «жрецов», которые оторвали украинцев от родного язычества и с того времени навязывают им «чужую идеологию». Довгич писал о колоссальных людских потерях, которых потребовал и ещё может потребовать «христианский Молох». По его мнению, потеря исконной языческой основы расколола украинский народ, подорвала его национальный характер и сделала добычей чужеродцев. Это, в свою очередь, повлекло распад индоевропейского («арийского») единства и упадок национальной идеи. Довгич указывал, что единственный способ избежать катастрофы это возврат к пантеистической вере, уходящей корнями в почву «Индо-Европы».
Предки благодаря обожествлению природы смогли создать одну из первых цивилизаций на Земле. Он упоминает действительные данные о мезинских женских статуэтках эпохи позднего палеолита, и без доказательств утверждает, что уже в эту эпоху на Украине было пиктографическое письмо. Обращаясь к идеям М. Красуского о большой древности украинского языка («древнее индоиранского»), Довгич упоминает о «дошумерских» и «шумерских» надписях в Каменной Могиле. Это, по его мнению, доказывало, что «история Индо-Европы начинается на Украине». Также он апеллировал к идеям украинского библиотекаря Н. З. Суслопарова о «звуковом письме» в Триполье. Другим доказательством он считал «Велесову книгу».
Довгич призывал создавать новую украинскую идею — новую идеологию, новых богов, новую Украину и новую Индо-Европу, чего нужно достичь вернувшись назад «к мировоззрению наших пращуров».

## Влияние
Довгич обладает широкой сетью корреспондентов, распространяющих его идеи и издания. К их числу принадлежит профессор Прикарпатского университета (Ивано-Франковск), философ Л. Т. Бабий утверждает, что Украина является прародиной «ариев», «создателей трипольской археологической культуры с государствами Аратта и Ариана». «Велесову книгу» он считает как «украинской Библией» и одновременно «нашей Одиссей». «Рукопись Войнича», по его мнению, служит безусловным доказательством того, что уже в VII—VI веках до н. э. «древние украинцы» спорили с хазарами о языческой вере.

## Оценки
По мнению историка В. А. Шнирельмана, Довгич сформулировал новую украинскую историософию, которая рассматривалась как основа идеологии независимой Украины, а также украинскую мессианскую идею. Довгич доказывал «идею украинорусской автохтонности» по меньшей мере с трипольской эпохи, он обосновывал права этнических украинцев на современную территорию Украины, а также создавал идейную для противостояния русскому мифу о России как «старшем брате» Украины. В своей концепции Украины как особой цивилизацией, объединяющей Восток и Запад Довгич «украинизировал» евразийскую идею, выдвинутую русскими эмигрантами в 1920-х годах. Его цель заключалась в противостоянии тенденциям к сепаратизму и дезинтеграции современной Украины, а также политическим и территориальным претензиям «русского империализма». Когда другой сторонник «украинско-арийской» идеи, археолог и сторонник украинской версии «арийской» идеи Юрий Шилов стал публиковаться в русском националистическом журнале «Русская мысль», Довгич сразу же прервал с ним связи.

## «Индо-Европа»
В 1990-х годах в Киеве нерегулярно издавался неоязыческий журнал «Индо-Европа» (укр. «Iндо-Європа»), главным редактором которого был Довгич. Журнал ставил одной из основных своих задач «покончить с официальной теорией происхождения трёх восточнославянских народов». Этой теории журнал противопоставлял версию «Велесовой книги» и идеи Льва Силенко, основателя украинского неоязыческого движения РУН-вера.
В 1994 году редакция журнала выпустила три номера газеты «Русь Киевская», излагавшей те же идеи. 
В вышедшем в 1997 году издании журнала «Индо-Европа» совместно с журналом «Такi справи» были помещены как статьи авторов псевдоисторических идей о «трипольцах-украинцах» и «украинцах-арийцах» (Знойко, Н. З. Суслопаров, Наливайко и др.; Суслопаров назван этнолингвистом, Знойко — астроэтнографом), так и работы известных археологов (Л. С. Клейн, Д. Я. Телегин). Также здесь были опубликованы псевдоисторические идеи эмигранта Ю. Лисового, который отождествлял «белую расу» с носителями индоевропейских языков, размещал прародину последних на Украине, на основании чего предлагал отказаться от терминов «индоевропейцы», «арийцы», заменив их на «праукраинцы». Журнал в этом издании публиковал пророчества о близком «конце истории» в связи с окончанием «послеледникового периода».
Журнал и газета возрождали взгляды «славянской школы» XIX века в украинском их варианте. К числу гениев от науки был отнесён автора XIX века М. Красуский, написавший брошюру, где утверждается, что украинский язык является древнейшим из всех индоевропейских языков, а украинцы — практически древнейший народ мира, давший всем другим народам религию, обычаи и многие другие достижения цивилизации; двигаясь на восток украинцы выступили под именем ариев и покорили Индию. Также журнал и газета писали о родстве «русов» (украинцев) с трипольцами, этрусками, скифами, сарматами, роксоланами и гуннами. Украинцев авторы отождествляли со всеми древними славянами и называли одним из основных компонентов в сложении населения современной Европы. Черняховскую культуру II—IV веков они называли исключительно славянской. Возрождались идеи о древней славянской державе Руссии на севере Центральной Европы. Доказательством этих идей была названа «Велесова книга», фрагменты которой в переводе Яценко регулярно публиковались в газете «Русь Киевская».

## Некоторые публикации
Книги
- Філософська основа політичної публіцистики. — К., 1990.
- Українська ідея в політичній теорії М. Драгоманова. — К., 1991.
- Неурядова преса України. — К., 1991.
- Довгич В. (ред.). Велесова книга. Легенди. Митi. Думи. Скрижалi буття українського народу. — Київ: Велесич, 1995.
- Довгич В. (ред.). Послання орiян хозарам. Пам’ятка древньої української мови i публiцистики «Рукопис Войнича». — Київ: Індо-Європа. 1995.
- Глобальна медіалогія. — К., 2001.
- «Темник» — латентний циркуляр. — К., 2005.
- Борис Тарасюк: штрихи до портрета. — К., 2009.

Статьи
- Приватна газета «Киевский телеграф» як соціальне явище // Журналістика. — 1979. — Вип. 6.
- Система легальної преси України 1905—1907 рр.: Спроба соціо-філософського аналізу основних тенденцій // Журналістика. — 1985. — Вип. 17.
- Багатомовна преса поч. ХХ ст. як фактор української культури // Український історичний журнал. — 1989. — № 5.
- Боротьба російської інтелігенції за національні права українського народу // Дніпро, 1989;
- Древність української мови // Індо-Європа. — 1991. — № 1.
- Передне слово до громади // Індо-Європа. — 1991. — № 1. — С. 2—5.
- Вперед, до Європи 1913-го? чи 913? // Русь Київська. — 1994. — № 1 (1). — С. 2.
- Передне слово до громади // Русь Київська. — 1994. — № 1 (1). — С. 5.
- Чи впадае Волга в Каспiйське море? // Русь Київська. — 1994. — № 3 (3). — С. 1, 3—5.
- Довгич В. Материк Індо-Європа // В. Довгич (ред.). Онуки Дажбожi. Походження українського народу. — Кн. 1—2. — Київ: Індо-Європа, Такi справи, 1996—1997. — С. 6—9.